# Frikyrkor i Örebro kommun
Örebro är en frikyrkostad och även i själva Örebros omgivningar har det funnits och finns det mycket frikyrkoverksamhet.
I Örebro finns också Örebro missionsskola med Örebro teologiska högskola.

## I centrala Örebro kommun
- Adventkyrkan - Adventistsamfundet
- Betaniakyrkan - Equmeniakyrkan
- Betelkyrkan - Equmeniakyrkan
- Betlehemskyrkan - Equmeniakyrkan

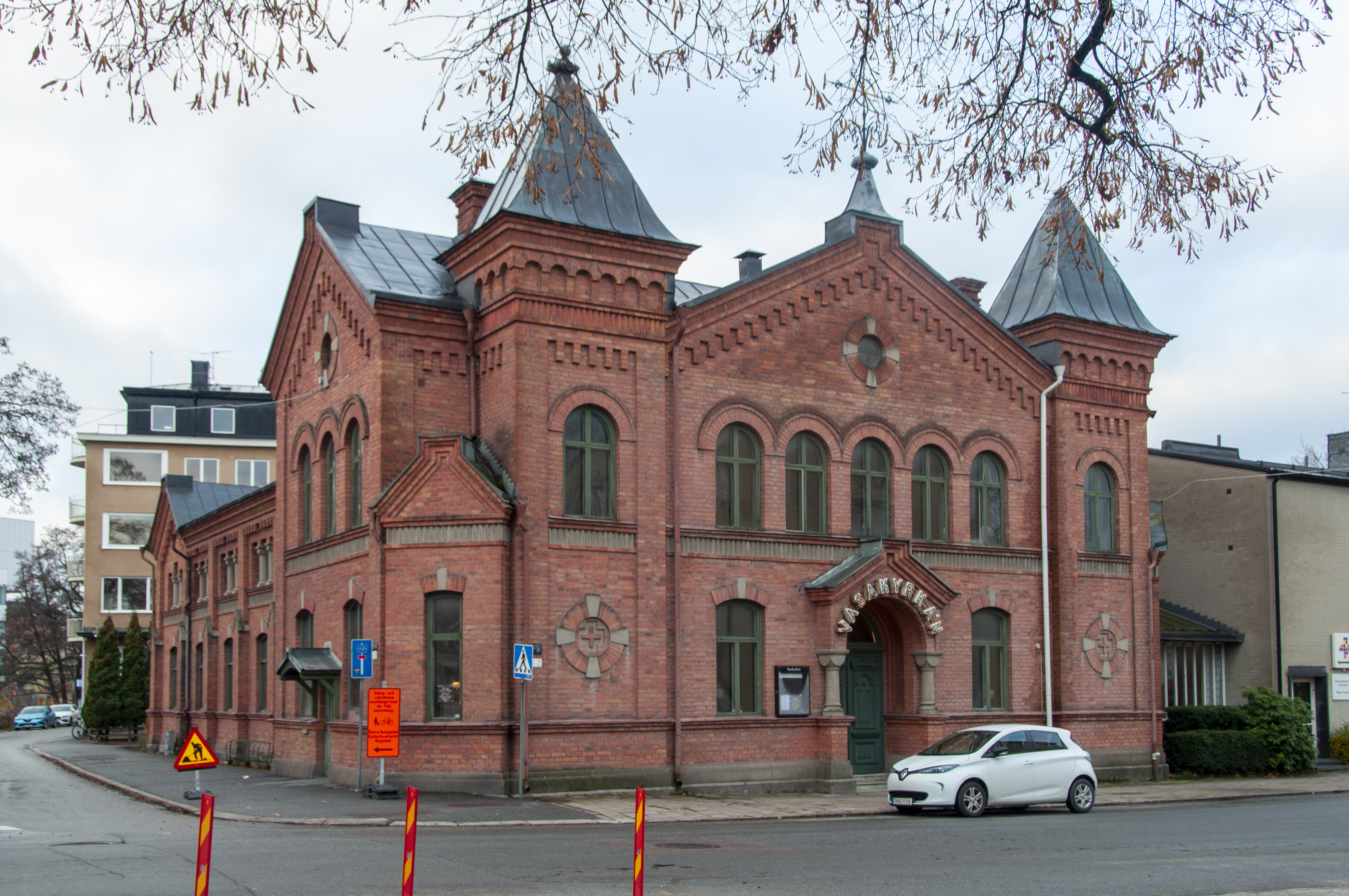
Vasakyrkan

- Brickebergskyrkan - Evangeliska frikyrkan
- Citykyrkan
- Filadelfiakyrkan - Evangeliska frikyrkan
- Frälsningsarmén - Frälsningsarmén
- Hagakyrkan (Haga missionsförsamling) - Equmeniakyrkan
- Immanuelskyrkan - Evangeliska frikyrkan
- Katolska kyrkan - Sankt Eskils katolska församling
- Korskyrkan - Evangeliska frikyrkan
- Kristet center - Pingströrelsen
- Mellringekyrkan - Evangeliska frikyrkan
- Mötesplatsen (Församlingen mötesplatsen) - Evangeliska frikyrkan
- Norrbyås baptistförsamling - Evangeliska frikyrkan och Equmeniakyrkan
- Pingstkyrkan (Elimförsamlingen) - Pingströrelsen
- Trefaldighetskyrkan - Equmeniakyrkan
- Vallby Missionshus (Närkes Kils missionsförsamling) - Equmeniakyrkan
- Vasakyrkan - Equmeniakyrkan
- Örebro kår av Svenska frälsningsarmén - Equmeniakyrkan och Svenska frälsningsarmén
- Örebrokyrkan - Evangeliska frikyrkan

## I övriga Örebro kommun

### Garphyttan
- Missionshuset (Garphyttans frikyrkoförsamling) - Evangeliska frikyrkan

### Glanshammar
- Frikyrkan (Glanshammars frikyrkoförsamling) - Evangeliska frikyrkan och Equmeniakyrkan

### Hovsta
- Lundhagskyrkan (Hovsta frikyrkoförsamling) - Evangeliska frikyrkan

### Kilsmo
- Kilsmo missionsförsamling - Equmeniakyrkan

### Odensbacken
- Askers Baptistförsamling - Evangeliska Frikyrkan
- Betaniaförsamlingen - Pingströrelsen
- Betel (Lännäs frikyrka) - Evangeliska frikyrkan
- Vinöns Missionsförsamling - Equmeniakyrkan

### Stora Mellösa
- Baptistkyrkan (Stora Mellösa baptistförsamling) - Evangeliska frikyrkan
- Missionskyrkan (Stora Mellösa missionsförsamling) - Equmeniakyrkan

### Vintrosa
- Betelkyrkan (Vintrosa baptistförsamling) - Evangeliska frikyrkan
- Elim (Tysslinge baptistförsamling) - Evangeliska frikyrkan
- Maranataförsamlingen
- Missionskyrkan (Vintrosa missionsförsamling) - Equmeniakyrkan
- Nybblekyrkan - Evangeliska frikyrkan